# Gante-Wevelgem 2013
La 75ª edición de la Gante-Wevelgem se disputó el 24 de marzo de 2013, sobre un trazado de 183 km tras se recortada en 45 km el día anterior por la nieve. El recorrido incluyó 10 cotas (6 diferentes).
La carrera perteneció al UCI WorldTour 2013. 
Participaron 25 equipos (los mismos que en la E3 Prijs Vlaanderen-Harelbeke 2013). Formando así un pelotón de 200 ciclistas (el límite para carreras profesionales), de 8 corredores cada equipo, de los que acabaron 70.
El ganador final fue Peter Sagan quien se impuso en solitario tras atacar en un grupo de fugados. Tras él llegaría dicho grupo encabezado por Borut Božič y Greg Van Avermaet, respectivamente.

## Clasificación final
| Posición | Ciclista            | Equipo                  | Tiempo            |
| -------- | ------------------- | ----------------------- | ----------------- |
| 1.       | Peter Sagan         | Cannondale              | 4 h 29 min 10 seg |
| 2.       | Borut Božič         | Astana                  | a 23 s            |
| 3.       | Greg Van Avermaet   | BMC Racing              | m.t.              |
| 4.       | Heinrich Haussler   | IAM                     | m.t.              |
| 5.       | Juan Antonio Flecha | Vacansoleil-DCM         | m.t.              |
| 6.       | Matthieu Ladagnous  | FDJ                     | m.t.              |
| 7.       | Bernhard Eisel      | Sky                     | m.t.              |
| 8.       | Stijn Vandenbergh   | Omega Pharma-Quick Step | a 24 s            |
| 9.       | Yaroslav Popovych   | Radioshack Leopard      | m.t.              |
| 10.      | Andrey Amador       | Movistar                | m.t.              |